# Литвин, Иван Тимофеевич

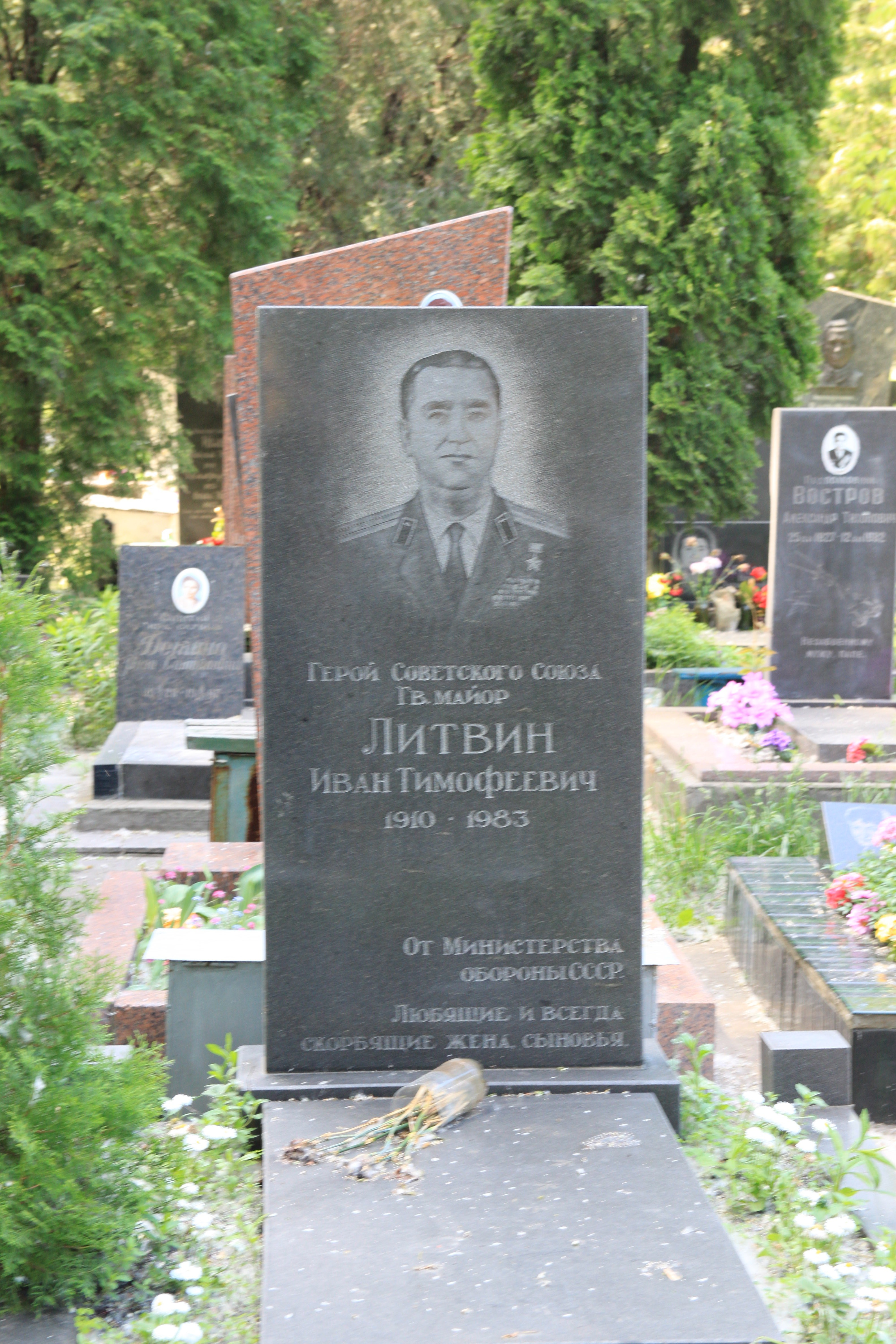
Могила Литвина на Лукьяновском военном кладбище Киева.

Иван Тимофеевич Литви́н (26 января 1910, Васильковка — 2 июня 1983, Киев) — штурман экипажа 749-го авиационного полка 24-й авиационной дивизии авиации дальнего действия, гвардии капитан, участник Великой Отечественной войны, Герой Советского Союза (1943).

## Биография
Родился 26 января 1910 года в селе Васильковка (ныне — посёлок в Днепропетровской области Украины). После окончания семи классов школы и курсов разъездных механиков работал в машинно-тракторной станции.
В 1932 году был призван на службу в Рабоче-крестьянскую Красную Армию. В 1936 году он окончил Ульяновское танковое училище, в 1940 году — Оренбургское военное авиационное училище штурманов. С октября 1941 года — на фронтах Великой Отечественной войны.
К декабрю 1942 года капитан совершил 197 боевых вылетов на бомбардировку важных объектов противника, в том числе 58 — в ночное время под Сталинградом. В результате его действий противнику был нанесён большой урон в живой силе и боевой технике. За время своей лётной работы он не имел ни одного случая потери ориентировки.
Указом Президиума Верховного Совета СССР «О присвоении звания Героя Советского Союза начальствующему составу авиации дальнего действия Красной Армии» от 25 марта 1943 года за «образцовое выполнение боевых заданий командования на фронте борьбы с немецкими захватчиками и проявленные при этом отвагу и геройство» капитан Иван Литвин был удостоен высокого звания Героя Советского Союза с вручением ордена Ленина и медали «Золотая Звезда» за номером 912.
После окончания войны продолжил службу в Советской Армии. В 1953 году в звании майора он был уволен в запас. Проживал в Киеве. Скончался 2 июня 1983 года, похоронен на Лукьяновском военном кладбище Киева.
Был также награждён двумя орденами Красного Знамени, двумя орденами Отечественной войны 1-й степени, орденом Красной Звезды, рядом медалей.